# Gai Mamili Vítul
Gai Mamili Vítul o Vitul (en llatí: Caius Mamilius Vitulus) va ser un sacerdot i magistrat romà. Formava part de la gens Mamília i era de la família dels Vítul.
Va ser elegit Curió Màxim l'any 209 aC. Era el primer plebeu que va exercir aquest càrrec. A l'any següent, el 208 aC va ser pretor i va rebre Sicília com a província. Va ser un dels ambaixadors enviats a Filip V de Macedònia l'any 203 aC. Va morir el 174 aC a causa d'una epidèmia de pesta i el va succeir com a Curió Màxim Gai Escriboni Curió.